# 오버버닝
오버버닝(영어: overburning 오버버닝[*])은 CD, DVD, 블루레이 등의 컴퓨터 물리적 기록 매체에서 정상적인 쓰기 가능 용량을 벗어나서 그 매체의 정상 기록 가능 용량보다 더 많이 쓰는 것을 말한다.
예를 들어, 700MB인 CD를 800MB짜리 데이터를 쓰는 것을 오버버닝이라고 한다. 적은 용량을 더 많이 쓰는 것은 괜찮치만 너무 많이 오버버닝을 하면 디스크가 고장이 난다. 이는 상황에 따라 다를 수 있으며 숙달된 사용자가 하는 것이 좋다.